# Idioma ucraniano

Teclado en ucraniano

El idioma ucraniano, también conocido como ucranio (en ucraniano: украї́нська мо́ва, romanizado: ukrainska mova, AFI: [ʊkrɐˈjinʲsʲkɐ ˈmɔʋɐ]), históricamente idioma ruteno, es el idioma oficial de Ucrania  y pertenece a la familia de lenguas eslavas orientales. Con aproximadamente 33 millones de hablantes, es el 26.º idioma más hablado del mundo. Está regulado por la Academia Nacional de Ciencias de Ucrania, en particular por su Instituto para el Idioma Ucraniano, y el Instituto Potebnia de Lingüística.
El ucraniano tiene origen en la Rus de Kiev donde se hablaba antiguo eslavo oriental. Después de la caída de la Rus de Kiev y la formación del Reino de Rutenia, el antiguo eslavo oriental evolucionó en distintas ramas, una de ellas el idioma ruteno, el cual es el antecesor directo del ucraniano; en Ucrania, el idioma ruteno es llamado ucraniano antiguo. El ucraniano antiguo empezó a ser de uso común desde finales del siglo XVII, asociado con el establecimiento del Hetmanato cosaco, en esta época el idioma se había diferenciado lo suficiente del resto de idiomas eslavos como para hacer falta traductores para el Tratado de Pereyáslav. Con la caída del Hetmanato en 1764, la mayor parte de la actual Ucrania (norte, sur y este) quedó bajo el dominio del Imperio ruso, durante este período el idioma ucraniano sufrió distintas censuras y discriminaciones. Tras la guerra de independencia de Ucrania, el idioma ucraniano vivió un breve renacer entre los años 1917 y 1932, pero con las políticas de rusificación de la Unión Soviética la población ucraniano-hablante sufrió constantes discriminaciones degradando el estatus del idioma, provocando que el uso del idioma ucraniano se desvaneciera durante esta época de forma mucho más severa que en el Imperio ruso. Tras la disolución de la Unión Soviética y la declaración de Independencia de Ucrania en 1991, el ucraniano se ha convertido en el único idioma oficial de Ucrania y desde entonces su uso se ha estado restaurando mediante políticas sociales y el sistema educativo.
El 9 de octubre de cada año se celebra en Ucrania el día de la escritura y el idioma ucraniano.

## Origen
El idioma ucraniano tiene como origen la Rus de Kiev, donde sus habitantes hablaban el antiguo eslavo oriental, con la disolución de la Rus de Kiev, se estableció la separación de los actuales idiomas eslavos orientales con el ruteno en el Reino de Rutenia y el dialecto de Novgorod en la República de Novgorod. El Reino de Galicia-Volynia o Reino de Rutenia sucedió a la Rus de Kiev y el antiguo eslavo oriental en esa región evolucionó al ruteno antiguo, aquí se estableció la separación entre el idioma bielorruso en las zonas del norte del reino y el ucraniano en el resto. Más tarde con la caída del Reino de Rutenia el antiguo ruteno evolucionó al ruteno. El idioma ruteno en ucraniano es llamado ucraniano antiguo, así que se cree que el ruteno antiguo evolucionó al ruteno, predecesor del ucraniano, y a otro dialecto cuyo nombre no se conoce en el norte, predecesor del bielorruso. Más tarde el idioma ruteno evolucionaría al ucraniano moderno. El idioma rusino, se cree que es un dialecto del ucraniano con influencias del idioma húngaro e idiomas con influencias históricas en la zona de Zakarpatia.

### Árbol genealógico
- Macrofamilia nostrática
  -  Idioma protoindoeuropeo
    - Lenguas baltoeslavas
      -  Idioma protoeslavo
        -  Ruteno antiguo
          -  Ruteno
            -  Ucraniano

### Nombres históricos
Denominación histórica del idioma ucraniano en distintos estados:
- Rus de Kiev: Idioma simple o «про́ста мова»
- Hetmanato cosaco: Idioma cosaco o «коза́цька мова»
- Imperio ruso: Idioma pequeño ruso o «малоросійське»
- Imperio austrohúngaro: Idioma ruteno o «руська мова»
- Hungría: Idioma cárpato-ruteno o «карпаторуська мова»
- Kubán: Balachka o «балачка»
- Polonia: Ruteno o «руська мова»

### Teorías sobre su origen
Existen dos teorías principales sobre el origen del idioma, aunque ninguna de ellas está comprobada del todo debido a la falta de fuentes históricas, una es la formación a partir del idioma protoeslavo, la otra y más aceptada es la evolución a partir del antiguo eslavo oriental.
Formación a partir del protoeslavo
El lingüista ucraniano Stepán Smal-Stotsky, niega la existencia del eslavo antiguo oriental. Yevhén Tymchenko, Vsévolod Hantsov, Olena Kurylo, Iván Ohienko compartieron puntos de vista similares. Según esta teoría, los dialectos de las tribus eslavas orientales evolucionaron gradualmente desde el idioma protoeslavo sin ninguna etapa intermedia durante los siglos VI al IX. La lengua ucraniana se formó por la convergencia de dialectos tribales, principalmente debido a una migración masiva de la población al territorio actual de Ucrania. Este punto de vista también fue apoyado por los estudios fonológicos de Yuriy Shevelov.
Formación a partir del antiguo eslavo oriental
La primera teoría del origen del idioma ucraniano fue formada en el Imperio ruso a mediados del siglo XVIII por Mijaíl Lomonósov. Esta teoría sugiere la existencia de un lenguaje común hablado por la población que habitó la Rus de Kiev, el antiguo eslavo oriental. Según Lomonósov, las diferencias que se desarrollaron posteriormente entre el ruso y el ucraniano podrían explicarse por la influencia del idioma polaco y el eslovaco en el ucraniano y la influencia de las lenguas urálicas en el ruso desde el siglo XIII hasta el siglo XVII.
Otro punto de vista fue desarrollado durante el siglo XIX y el siglo XX por los lingüistas del Imperio ruso y la Unión Soviética, al igual que Lomonósov, sugirieron la existencia del antiguo eslavo oriental, pero a diferencia de la teoría de Lomonósov, esta teoría no considera que la influencia del idioma polaco sobre el ucraniano o cualquier otra influencia externa sea el motivo principal que llevó a la formación de cuatro idiomas diferentes (bielorruso, rusino, ruso y ucraniano) a partir del antiguo eslavo oriental. Esta teoría es la más aceptada entre los académicos de todo el mundo, especialmente fuera de Ucrania, sin embargo los partidarios de esta teoría no están de acuerdo sobre el momento en que se formaron los diferentes idiomas.
Los lingüistas soviéticos establecieron la separación entre el ucraniano y el ruso entre el siglo XIV y el siglo XVI. De acuerdo con esta teoría, el antiguo eslavo oriental se dividió en el idioma ruteno hacia el oeste y el dialecto de Vladímir-Súzdal al noreste entre el siglo XV y el siglo XVII. Con la desintegración de la Rus de Kiev en el año 1240, Ucrania y Bielorrusia formaron parte de la República de las Dos Naciones, a causa de esto el ucraniano y el bielorruso se distanciaron de forma significativa.
Algunos lingüistas creen que ya había una diferencia lingüística entre el principado de Galitzia-Volynia donde se hablaba el ruteno, predecesor del ucraniano y el principado de Vladímir-Súzdal donde se hablaba el dialecto de Vladímir-Súzdal, predecesor del ruso en el siglo XII ya que algunas características del ucraniano son reconocibles en los dialectos del sur del antiguo eslavo oriental.
Algunos investigadores admiten las diferencias entre los dialectos hablados por las tribus eslavas orientales entre los siglos X y XI, pero las consideran como dialectos regionales del antiguo eslavo oriental. Por otro lado, Ahatanhel Krymsky y Alexei Shajmatov creen que un lenguaje común de los eslavos orientales existió solo en la prehistoria. Según su punto de vista, la diversificación de la lengua tuvo lugar en el siglo VIII o principios del siglo IX.

### Desarrollo
Desarrollo durante la época medieval
Como resultado de los frecuentes contactos con los escitas y sármatas al norte del Mar Negro, que se prolongaron hasta la Edad Media, se explica la aparición de la γ (h) fricativa apreciada en el dialecto ucraniano moderno y en algunos dialectos del sur de Rusia con influencia ucraniana.
Durante el siglo XIII, cuando los príncipes de Galitzia-Volynia invitaron a los colonos alemanes a Ucrania, comenzaron a aparecer palabras en alemán en el idioma que se hablaba en Ucrania. Su influencia continuaría bajo Polonia no solo a través de los colonos alemanes sino también a través de los judíos que hablaban yiddish. Principalmente estas palabras están relacionadas con el comercio o la artesanía. Los ejemplos de palabras de origen alemán o yiddish habladas en Ucrania son: Daj (techo), truba (tubería), rynok (mercado), kushnir (peletero) y maister (maestro o artesano).
Desarrollo durante la ocupación de Lituania y Polonia
En el siglo XIII, a causa de la invasión mongola de la Rus de Kiev, las partes orientales de la Rus de Kiev quedaron bajo el dominio tártaro hasta su unificación bajo el Zarato de Moscovia, mientras que las áreas del sudoeste se incorporaron al Gran Ducado de Lituania. Durante los siguientes cuatro siglos, el lenguaje de las dos regiones evolucionó en un aislamiento relativo entre sí. La existencia de la lengua ucraniana data de finales del siglo XVI. En el siglo XVI, se formó un lenguaje oficial peculiar: una mezcla de eslavo antiguo eclesiástico, ruteno y polaco, con la influencia del último gradualmente en aumento. Los documentos pronto adquirieron muchas características polacas superpuestas a la fonética rutena. El dominio y la educación polacas también implicaron una exposición significativa al latín. Gran parte de la influencia de Polonia en el desarrollo del idioma ucraniano se ha atribuido a este período y se refleja en múltiples palabras y oraciones utilizadas en el discurso cotidiano de Ucrania que se tomaron del polaco o del latín. Los ejemplos de palabras polacas adoptadas de este período son: Zavzhdy (siempre; a partir de zawżdy) y obishchaty (prometer; a partir de obiecać).
El contacto significativo con los tártaros y los turcos provocó la adopción de muchas palabras de origen túrquico, en particular las relacionadas con asuntos militares en el idioma ucraniano. Un ejemplo es torba (bolsa).
Debido a los constantes préstamos de polaco, alemán, checo y latín, el ucraniano antiguo (en ucraniano: Проста Мова, «idioma simple») tenía más similitud léxica con las lenguas eslavas occidentales que con el ruso o el eslavo eclesiástico. A mediados del siglo XVII, la diferencia lingüística entre el ucraniano y el ruso era tan grande que se necesitaron traductores durante las negociaciones para el Tratado de Pereyáslav, entre Bogdán Jmelnitsky, jefe del Hetmanato cosaco y entre el Imperio ruso.

## Historia

### Rus de Kiev y Reino de Rutenia
Durante el período de los Jázaros, el territorio de Ucrania fue colonizado por tribus iraníes (post-escitas), turcas (post-hunnicas, proto-búlgaras) y urálicas (proto-húngaras) y tribus eslavas. Finalmente, el gobernante de Nóvgorod, llamado Oleg, se apoderó de Kiev y estableció la entidad política de la Rus de Kiev. Algunos teóricos ven una etapa temprana de Ucrania en el desarrollo del lenguaje aquí; otros denominan a esta era el antiguo eslavo oriental o el viejo ruteno / ruso. Los teóricos rusos tienden a amalgamar a Rusia con la nación moderna de Rusia, y llaman a esta era lingüística el ruso antiguo. Algunos sostienen que la unidad lingüística sobre la Rus no estaba presente, pero la diversidad tribal en el lenguaje sí lo estaba.
La era de la Rus es el tema de alguna controversia lingüística, ya que el lenguaje de gran parte de la literatura era puramente o en gran medida eslavo antiguo. Al mismo tiempo, la mayoría de los documentos legales a lo largo de Rus se escribieron en un lenguaje puramente eslavo del este (se supone que se basa en el dialecto de Kiev de esa época). Dejando a un lado las controversias académicas sobre el desarrollo anterior, los registros literarios de Rus atestiguan la divergencia sustancial entre las formas rusas y rutenas / rusas de la lengua ucraniana desde la era de la Rus. Un impulsor de esta divergencia cada vez mayor fue la apropiación a gran escala de la lengua eslava antigua en los confines del norte de Rusia y de la lengua polaca en el territorio de la Ucrania moderna. Como lo demuestran las crónicas contemporáneas, los príncipes gobernantes de Hálych y Kiev se llamaron a sí mismos «Pueblo de la Rus» (con la ortografía cirílica exacta del adjetivo de Rus que varía entre las fuentes), que contrasta marcadamente con la falta de autodenominación étnica para el área hasta mediados del siglo XIX.

### Gran Ducado y República de las Dos Naciones
Después de la caída de Rutenia, los ucranianos cayeron principalmente bajo el dominio de Lituania y luego de Polonia. La autonomía local tanto como del idioma era una característica marcada por las leyes lituanas. En el Gran Ducado de Lituania, el eslavo antiguo se convirtió en el idioma de la cancillería y evolucionó gradualmente a la lengua rutena. El gobierno polaco, que llegó más tarde, estuvo acompañado por una política más asimilacionista. Por la Unión de Lublin de 1569 que formó la República de las Dos Naciones, una parte significativa del territorio ucraniano fue trasladada del gobierno lituano a la administración polaca, lo que resultó en una polonización cultural e intentos visibles de colonizar Ucrania por la nobleza polaca. Muchos nobles ucranianos aprendieron el idioma polaco y adoptaron el catolicismo durante ese período. Las clases bajas fueron menos afectadas porque la alfabetización era común solo en la clase alta y el clero. Estos últimos también estaban bajo una importante presión polaca después de la unión con la Iglesia Católica. La mayor parte del sistema educativo fue polonizado gradualmente. En Rutenia, el idioma de los documentos administrativos se desplazó gradualmente hacia el polaco.
El idioma polaco ha tenido una gran influencia en el ucraniano (especialmente en Ucrania occidental). Los dialectos ucranianos del sudoeste son transicionales al polaco. A medida que la lengua ucraniana se desarrollaba, ocurrieron algunos préstamos de tártaros y turcos. La cultura y el idioma ucranianos florecieron en el siglo XVI y en la primera mitad del siglo XVII, cuando Ucrania formaba parte de la República de las Dos Naciones. Entre las escuelas establecidas en ese momento, la escuela Kiev-Mohyla (el antecesor de la moderna Academia de Kiev-Mohyla), fundado por el Metropolitano Ortodoxo Peter Mogila (Petró Mohyla), fue el más importante. En ese momento, los idiomas se asociaban más con las religiones: los católicos hablaban polaco y los miembros de la iglesia ortodoxa hablaban ruteno.

### Imperio ruso y austrohúngaro

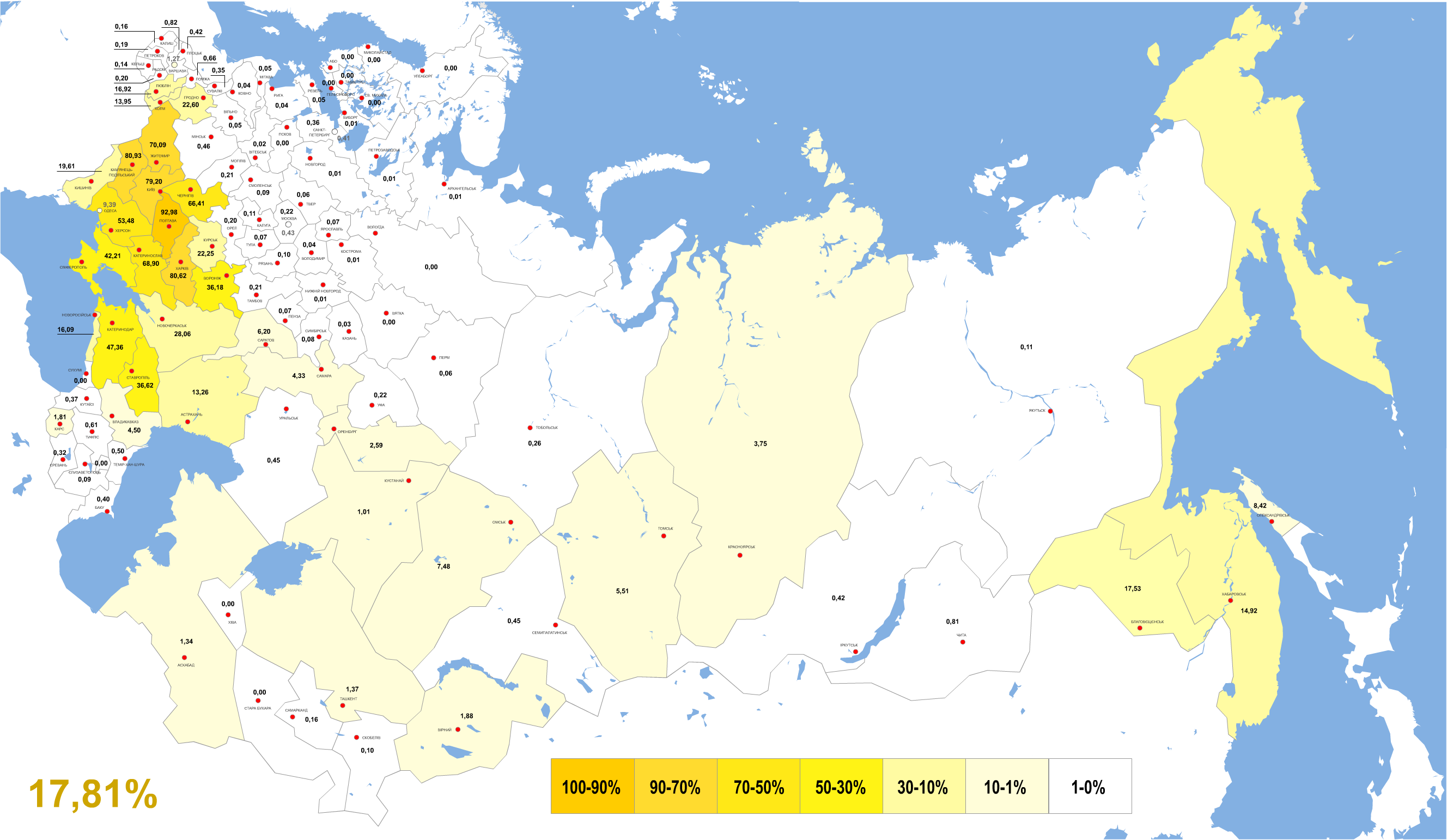
Esta muestra la distribución de la población en 1897 en las gobernaciones del Imperio ruso que tenían más de hablantes del ucraniano.

Después del Tratado de Pereyáslav, la cultura ucraniana entró en un largo período de constante declive. Posteriormente, la Academia de Kiev-Mohyla fue tomada por el Imperio ruso y se cerró más tarde en el siglo XIX. La mayoría de las escuelas ucranianas restantes también cambiaron a polaco o ruso en los territorios controlados por estos respectivos países, a lo que siguió una nueva ola de polonización y rusificación de la nobleza nativa. Gradualmente, el idioma oficial de las provincias ucranianas bajo Polonia se cambió a polaco, mientras que las clases altas en la parte rusa de Ucrania usaron el ruso.
Durante el siglo XIX, un renacimiento de la autoidentificación ucraniana se manifestó en las clases literarias del Imperio ruso, Ucrania del Dniéper y la Galicia austriaca. La Hermandad de los Santos Cirilo y Metodio en Kiev aplicó una palabra antigua para la patria cosaca, Ucrania, como una auto-apelación para la nación de los ucranianos, y Ucrania para la lengua. Muchos escritores publicaron obras en la tradición romántica de Europa que demuestran que el ucraniano no era simplemente un idioma de la aldea, sino que era adecuado para actividades literarias.

Sin embargo, en el Imperio ruso, las expresiones de la cultura ucraniana y especialmente el lenguaje fueron perseguidos repetidamente por temor a que una nación ucraniana consciente de sí misma amenazara la unidad del imperio. En 1804, el ucraniano como asignatura e idioma de instrucción fue prohibido en las escuelas. En 1811 por la Orden del gobierno ruso, se cerró la Academia de Kiev-Mohyla. La Academia había estado abierta desde 1632 y fue la primera universidad en Europa del Este. En 1847 se acabó con la Hermandad de los santos Cirilo y Metodio. El mismo año, Tarás Shevchenko fue arrestado, exiliado durante diez años, y prohibido por escrito y pintura. En 1862, Pavló Chubynsky fue exiliado durante siete años a Arcángel. La revista ucraniana Osnova fue descontinuada. En 1863, el ministro zarista del interior, Piotr Valúyev, proclamó en su decreto que «nunca ha habido, no hay, y nunca puede haber una pequeña lengua rusa separada». La siguiente prohibición de los libros ucranianos condujo al secreto de Alejandro II de Rusia, Ucase de Ems, que prohibió la publicación e importación de la mayoría de los libros, presentaciones públicas y conferencias en idioma ucraniano, e incluso prohibió la impresión de textos ucranianos que acompañan las partituras musicales. Un período de indulgencia después de 1905 fue seguido por otra prohibición estricta en 1914, que también afectó a la Galicia ocupada por Rusia.

En verde el uso del ucraniano en 1914.

Tanto el idioma ucraniano en el imperio austrohúngaro como en el imperio ruso se desarrollaron de forma paralela. Durante gran parte del siglo XIX, las autoridades austriacas demostraron cierta preferencia por la cultura polaca, pero los ucranianos eran relativamente libres de participar en sus propias actividades culturales en Galicia y Bucovina, donde el ucraniano era ampliamente utilizado en la educación y en los documentos oficiales. La supresión de Rusia retrasó el desarrollo literario de la lengua ucraniana en Ucrania del Dniéper, pero hubo un intercambio constante con la región de Galicia, y muchas obras se publicaron en Austria y se llevaron de contrabando al este.

### Revolución ucraniana
Con el colapso del imperio ruso en 1917 y el imperio austrohúngaro en 1918, los ucranianos estaban listos para desarrollar abiertamente un cuerpo de literatura nacional, instituir un sistema educativo en ucraniano y formar un estado independiente, lo que llevó a la Guerra de independencia de Ucrania, formada por la República Popular Ucraniana, la República Popular de Ucrania Occidental y el Ejército Negro contra la RSFS de Rusia, el Imperio alemán y la Segunda República Polaca,  Durante este breve periodo, el estatus y el uso del ucraniano mejoraron enormemente.
Tras la derrota de los estados ucranianos en la Guerra de independencia de Ucrania, Ucrania pasó a ser parte de la Unión Soviética bajo el nombre de RSS de Ucrania.

### Período soviético

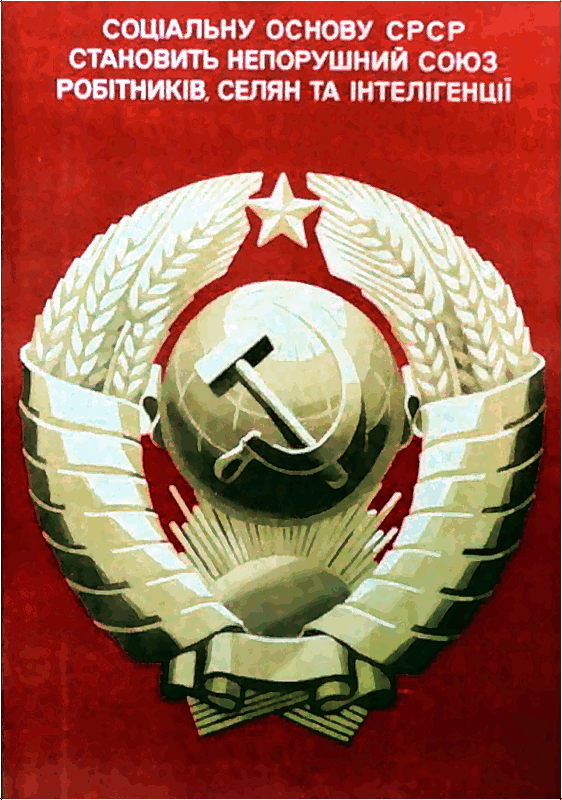
Propaganda soviética escrita en ucraniano «La base social de la URSS
constituye una unión inseparable de trabajadores, campesinos e intelectuales».

Durante la era soviética (1922-1991), el idioma ucraniano fue el idioma oficial de la RSS de Ucrania, sin embargo, a la práctica era diferente: Los ucranianos siempre tenían que competir con los rusos y las actitudes de los líderes soviéticos hacia los ucraniano-hablantes variaba desde la tolerancia hasta el desprecio.
Oficialmente, no existía un idioma oficial en la Unión Soviética, sin embargo, el ruso se usó en todas partes de la Unión Soviética y se acuñó un término especial, «un lenguaje de comunicación interétnica», para denotar su estatus, hasta el final, cuando se proclamó en 1990 que el idioma ruso era el idioma oficial de toda la unión y que las repúblicas constituyentes tenían derecho a declarar idiomas oficiales adicionales dentro de sus jurisdicciones.
La política lingüística soviética en la RSS de Ucrania se puede dividir en los siguientes períodos:
1921-1932: Ucranización 

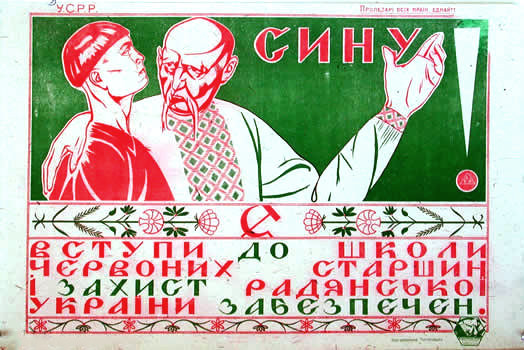
Cartel de reclutamiento soviético de 1921. Utiliza imágenes tradicionales ucranianas con texto en ucraniano: «¡Hijo! Inscríbete en la escuela de comandantes rojos, y la defensa de la Ucrania Soviética estará asegurada».

Después de la Revolución rusa, el Imperio ruso se dividió en diferentes partes del antiguo imperio, varias naciones, incluidos los ucranianos, desarrollaron un renovado sentido de identidad nacional. En los caóticos años posrevolucionarios, el idioma ucraniano ganó cierto uso en los asuntos gubernamentales. Inicialmente, esta tendencia continuó bajo el gobierno bolchevique de la Unión Soviética, que en una lucha política para mantener su control sobre el territorio tenía que alentar a los movimientos nacionales del antiguo Imperio ruso. Al tratar de determinar y consolidar su poder, el gobierno bolchevique estaba mucho más preocupado por muchas oposiciones políticas relacionadas con el orden pre-revolucionario que por los movimientos nacionales dentro del antiguo imperio, donde siempre podía encontrar aliados.
El uso cada vez mayor del ucraniano se desarrolló en los primeros años del gobierno bolchevique en una política llamada Korenización. El gobierno siguió una política favorable para el ucraniano, levantando una prohibición de la lengua ucraniana. Eso llevó a la introducción de un impecable programa educativo que permitió las clases impartidas en ucraniano y elevó la alfabetización de la población ucraniana. Esta política fue dirigida por el Comisario de Educación Mykola Skrýpnyk y fue dirigida a aproximar el idioma al ruso. Los esfuerzos académicos recién generados desde el período de independencia fueron cooptados por el gobierno bolchevique. El partido y el gobierno era en su mayoría de habla rusa, pero se les animó a aprender el idioma ucraniano. Simultáneamente, los ucranianos étnicos recién alfabetizados emigraron a las ciudades, que se convirtieron rápidamente en gran parte en Ucrania, tanto en población como en educación.
La política llegó incluso a aquellas regiones del sur de la RSFS de Rusia donde la población ucraniana étnica era significativa, en particular las áreas por el río Don y especialmente Kubán en el norte del Cáucaso. Los profesores de idioma ucraniano, recién graduados de instituciones ampliadas de educación superior en la Ucrania soviética, fueron enviados a estas regiones para dotar de personal a escuelas ucranianas recién inauguradas o para enseñar ucraniano como segunda lengua en escuelas rusas. Se inició una serie de publicaciones locales en ucraniano y se abrieron departamentos de estudios ucranianos en las universidades. En general, estas políticas se implementaron en 35 raiones en el sur de la RSFS de Rusia.
1933-1957: Rusificación

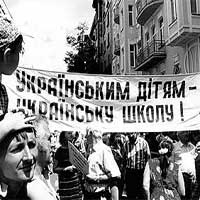
Protestas en Ucrania contra la supresión del ucraniano. En la imagen: «Escuelas ucranianas para los niños ucranianos.» (1989)

La política soviética hacia el idioma ucraniano cambió bruscamente a fines de 1932 y principios de 1933, con el fin de la política del idioma ucraniano. En diciembre de 1932, las células del partido regional recibieron un telegrama firmado por Viacheslav Mólotov y Iósif Stalin con la orden de revertir inmediatamente las políticas de ucranianización: cambien todos los periódicos, libros y publicaciones ucranianos al ruso y prepárese para el otoño de 1933 para el cambio de escuelas e instrucción al ruso.
Los años siguientes se caracterizaron por la represión masiva y la discriminación de los ucranófonos. Los historiadores occidentales de Ucrania y de la mayoría de los occidentales enfatizan que la represión cultural se aplicó antes y con mayor fiereza en Ucrania que en otras partes de la Unión Soviética y por lo tanto eran anti-ucranianos; otros afirman que el objetivo de Stalin era aplastar genéricamente cualquier desacuerdo, en lugar de apuntar a los ucranianos en particular.
Las políticas estalinistas cambiaron para definir el ruso como el idioma de la comunicación (interétnica). Aunque se siguió utilizando el ucraniano (en programas de impresión, educación, radio y programas de televisión posteriores), perdió su lugar principal en el aprendizaje avanzado y los medios de comunicación de toda la república. El ucraniano fue degradado a un idioma de importancia secundaria, a menudo asociado con el aumento de la autoconciencia y el nacionalismo ucranianos y, a menudo, calificado de «políticamente incorrecto».
La represión mayor comenzó en 1929-1930, cuando un gran grupo de intelectuales ucranianos fue arrestado y la mayoría fueron ejecutados. En la historia de Ucrania, a este grupo a menudo se lo conoce como «Renacimiento ejecutado» (Ucraniano: розстріляне відродження). El «nacionalismo burgués ucraniano» fue declarado como el problema principal en Ucrania. El terror llegó a su punto máximo en 1933, cuatro o cinco años antes de la «Gran Purga» a nivel soviético, que, para Ucrania, fue un segundo golpe. La gran mayoría de los principales académicos y líderes culturales de Ucrania fueron liquidados, al igual que las partes «ucranianas» del partido comunista. La autonomía de la Ucrania soviética fue completamente destruida a fines de la década de 1930. En su lugar, comenzó la glorificación de Rusia como la primera nación en deshacerse del yugo capitalista, acompañada por la migración de trabajadores rusos a partes de Ucrania, que estaban experimentando la industrialización y la instrucción obligatoria de la literatura y la lengua rusa clásica. Los teólogos advirtieron sobre el glorioso pasado cosaco de Ucrania y apoyaron el cierre de las instituciones culturales ucranianas y las publicaciones literarias. El ataque sistemático a la identidad ucraniana en la cultura y la educación, combinado con los efectos de una hambruna artificial llamada Holodomor sobre el campesinado, la columna vertebral de la nación, asestó un duro golpe a la lengua y la identidad ucranianas.
Esta secuencia de cambio de política se repitió en Ucrania occidental cuando se incorporó a la Ucrania soviética en 1939, y nuevamente a fines de la década de 1940, se implementó una política de ucranización. A principios de la década de 1950, Ucrania fue perseguida y comenzó una campaña de rusificación.
1958-1962
Después de la muerte de Stalin en 1953, se implementó una política general de relajar las políticas lingüísticas del pasado (1958 a 1963). La era de Nikita Jrushchov que siguió una política de concesiones relativamente indulgentes al desarrollo de los idiomas a nivel local y de república, aunque sus resultados en Ucrania no llegaron tan lejos como los de la política soviética de Ucrania en la década de 1920. Las revistas y publicaciones enciclopédicas avanzaron en el idioma ucraniano durante la era de Jrushchov, así como la transferencia de Crimea bajo la jurisdicción de la RSS de Ucrania.
Sin embargo, la reforma escolar de 1958 que permitió a los padres elegir el idioma de instrucción primaria para sus hijos, impopular entre los círculos de la inteligencia nacional en partes de la URSS, significó que los idiomas no rusos darían paso lentamente al ruso a la luz de las presiones de supervivencia y avance. Las ganancias del pasado, ya en gran parte invertidas por la era de Stalin, fueron compensadas por la actitud liberal hacia el requisito de estudiar los idiomas locales (el requisito de estudiar ruso se mantuvo). Los padres generalmente tenían la libertad de elegir el idioma de estudio de sus hijos (excepto en algunas áreas donde asistir a la escuela ucraniana podría haber requerido un largo viaje diario) y con frecuencia elegían el ruso, lo que reforzaba la rusificación resultante. En este sentido, algunos analistas sostienen que no fue la «opresión» o la «persecución», sino la falta de protección contra la expansión del idioma ruso lo que contribuyó a la disminución relativa de Ucrania en los años setenta y ochenta. Según este punto de vista, era inevitable que las carreras exitosas requieran un buen dominio del ruso, mientras que el conocimiento de Ucrania no era vital, por lo que era común que los padres ucranianos enviaran a sus hijos a escuelas de idioma ruso, aunque las escuelas de idioma ucraniano eran por lo general accesibles. Mientras que en las escuelas de idioma ruso dentro de la república, se suponía que el ucraniano se aprendía como segundo idioma a un nivel comparable, la instrucción de otras materias era en ruso y, como resultado, los estudiantes tenían un mayor dominio del ruso que del ucraniano en la graduación. Además, en algunas áreas de la república, la actitud hacia la enseñanza y el aprendizaje del ucraniano en las escuelas se relajó y, a veces, se consideró un tema de importancia secundaria e incluso una exención para estudiarlo se dio a veces en diversas circunstancias en constante expansión.
La supresión completa de todas las expresiones de separatismo o nacionalismo ucraniano también contribuyó a disminuir el interés en el ucraniano. Algunas personas que usaban el ucraniano a diario de manera persistente a menudo eran percibidas como si expresaran simpatía hacia, o incluso siendo miembros de la oposición política. Esto, combinado con las ventajas dadas por la fluidez y el uso de Rusia, hizo del ruso el idioma principal de elección para muchos ucranianos, mientras que el ucraniano era más un pasatiempo. En cualquier caso, la leve liberalización en Ucrania y en otros lugares fue sofocada por la nueva supresión de las libertades al final de la era de Jrushchov en 1963 cuando se restableció una política de supresión progresiva del ucraniano.
La siguiente parte de la política soviética de la lengua ucraniana se divide en dos eras: primero, el período Shélest (principios de la década de 1960 a principios de la década de 1970), que fue relativamente liberal hacia el desarrollo de la lengua ucraniana. La segunda era, la política de Shcherbitski (principios de la década de 1970 a principios de la de 1990), fue una de supresión gradual de la lengua ucraniana.
1963-1972
El líder del Partido Comunista de Ucrania desde 1963 a 1972, Petró Shélest, siguió una política de defensa de los intereses de Ucrania dentro de la Unión Soviética. Promovió la belleza del idioma ucraniano y desarrolló planes para expandir el papel del ucraniano en la educación superior. Sin embargo, fue retirado, después de un breve mandato, por ser demasiado indulgente con el nacionalismo ucraniano.
1973-1989
El nuevo jefe del partido, de 1972 a 1989, Volodímir Scherbitski, purgó al partido local de Ucrania, reprimió de forma significativa el ucraniano e insistió en que se hablara ruso en todas las funciones oficiales, incluso a nivel local. Su política de rusificación se redujo ligeramente después de 1985.
1990-1991: Glasnost
La gestión de la disidencia por el Partido Comunista ucraniano local fue más agresiva y exhaustiva que en otras partes de la Unión Soviética. Como resultado, al inicio del mandato de Mijaíl Gorbachov se introdujeron las reformas de la Perebudova y el Glasnist (en ruso: «Perestroika» y «Glásnost»), Ucrania bajo Scherbitski fue más lenta de liberalizar que Rusia.
Aunque el ucraniano seguía siendo el idioma nativo de la mayoría en la nación en vísperas de la independencia ucraniana, una parte significativa de los ucranianos étnicos estaban rusificados. En Donetsk, no había escuelas de idioma ucraniano y en Kiev solo una cuarta parte de los niños asistía a escuelas de idioma ucraniano.
La lengua rusa era la lengua dominante, no solo de la función del gobierno, sino de los medios de comunicación, el comercio y la modernidad en sí. Este fue sustancialmente menos el caso de Ucrania occidental, que escapó al Holodomor, la Gran Purga y la mayor parte del estalinismo. Y esta región se convirtió en el centro de un renacimiento abundante, aunque sólo parcial, de la lengua ucraniana a partir de la Declaración de Independencia de Ucrania.

### Ucrania independiente

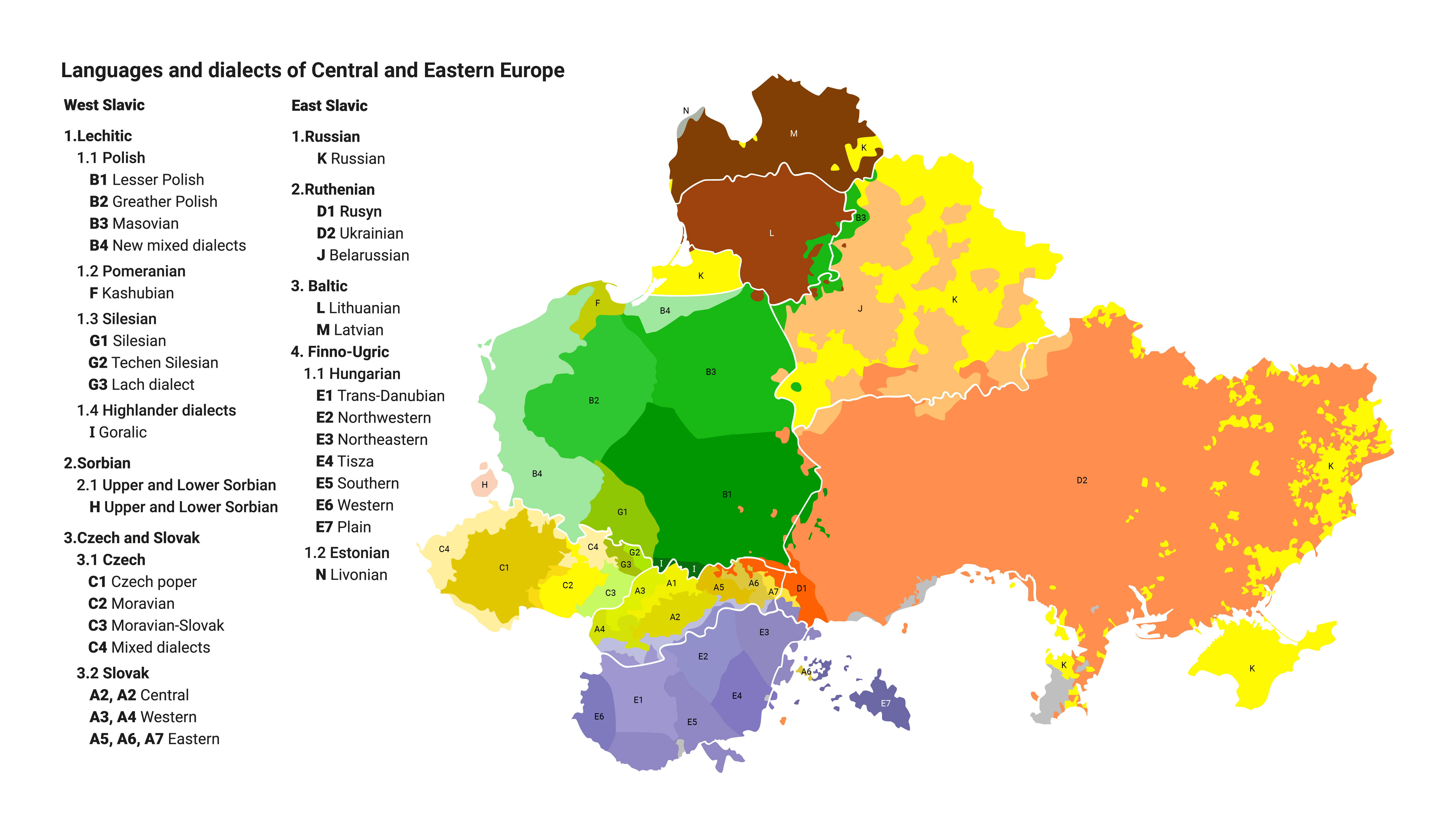
Mapa de la distribución de la lengua ucraniana en el centro y este de Europa.

Desde 1991, el ucraniano ha sido el idioma oficial de Ucrania y la administración estatal implementó políticas gubernamentales para ampliar el uso del ucraniano. El sistema educativo en Ucrania se ha transformado durante la primera década desde su independencia, ha pasado de estar parcialmente en ucraniano a estar totalmente en ucraniano. El gobierno ha tenido un papel cada vez mayor en los medios de comunicación y el comercio fomentando el uso del idioma, en algunos casos, el cambio brusco de idioma de enseñanza en las instituciones de educación secundaria y superior ha ayudado a que en oficios relativos a altos cargos esté presente el ucraniano, que en su mayoría era de habla rusa. Esta transición careció de la mayoría de las controversias que surgieron durante la “desrusificación” en otros estados postsoviéticos, debido a que el uso del ucraniano contó con un gran apoyo.
Con el tiempo, la mayoría de los residentes, incluidos los rusos étnicos, las personas de origen mixto y los ucranianos que hablan ruso, comenzaron a identificarse como ciudadanos ucranianos, incluso aquellos que seguían siendo rusófonos. Sin embargo, el idioma ruso sigue dominando los medios impresos en la mayor parte de Ucrania, las transmisiones privadas de radio y televisión en las regiones del este, sur y, en menor medida, del centro, además, hay pocos obstáculos para usar el ruso en el comercio. Los medios de difusión controlados por el estado se han convertido exclusivamente en emisiones en ucraniano.
En una encuesta de 2001, el 67,5% de la población del país identificaba al ucraniano como su lengua materna (un aumento del 2,8% respecto a 1989), mientras que el 29,6% decía que lo era el ruso (una disminución del 3,2%). Para una gran parte de los ucranianos, el término idioma nativo no necesariamente se asocia con el idioma que usan con más frecuencia. La gran mayoría de los ucranianos étnicos consideran que el idioma ucraniano es nativo, incluidos aquellos que a menudo hablan ruso. Según los datos oficiales del censo de 2001, aproximadamente el 75% de la población de Kiev respondió «ucraniano» a la pregunta del censo en el idioma nativo y aproximadamente el 25% respondió «ruso». Por otro lado, cuando la pregunta «¿Qué lenguaje usas en la vida cotidiana?» se preguntó en la encuesta sociológica, las respuestas de Kiev se distribuyeron de la siguiente manera: «en su mayoría rusos»: 52%, «tanto en ruso como en ucraniano en igual medida»: 32%, «en su mayoría en ucraniano»: 14%, «exclusivamente Ucraniano»: 4,3%.
Las minorías étnicas, como los rumanos, los tártaros y los judíos, suelen utilizar el ruso como su lengua franca. Pero hay tendencias dentro de estos grupos minoritarios para usar el ucraniano. El escritor judío Olexander Beyderman de la ciudad de Odesa, que habla principalmente ruso, ahora está escribiendo la mayoría de sus dramas en ucraniano. La relación emocional con respecto a Ucrania está cambiando en las áreas del sur y del este.
La oposición a la expansión de la enseñanza del idioma ucraniano es una cuestión de controversia en las regiones orientales cercanas a Rusia: en mayo de 2008, el consejo de la ciudad de Donetsk prohibió la creación de nuevas escuelas ucranianas en la ciudad, de las cuales el 80% son escuelas de idioma ruso.
En 2019, el parlamento ucraniano adoptó un polémico proyecto de ley que formaliza las normas que regulan el uso de Ucrania para introducir sanciones por violaciones del idioma.

## Descripción

### Alfabeto
El alfabeto ucraniano está formado por un total de 34 caracteres:
| Normal | Cursiva | Nombre ucraniano (español) |
| 'А а'  | А а     | а (a)                      |
| 'Б б'  | Б б     | бе (be)                    |
| 'В в'  | В в     | ве (ve)                    |
| 'Г г'  | Г г     | ге (he)                    |
| 'Ґ ґ'  | Ґ ґ     | ґе (gue)                   |
| 'Д д'  | Д д     | де (de)                    |
| 'Е е'  | Е е     | е (e)                      |
| 'Є є'  | Є є     | є (ye)                     |
| 'Ж ж'  | Ж ж     | же (ye)                    |
| 'З з'  | З з     | зе (ze)                    |
| 'И и'  | И и     | и (i)                      |
| 'І і'  | І і     | і (i)                      |
| 'Ї ї'  | Ї ї     | ї (yi)                     |
| 'Й й'  | Й й     | й (i)                      |
| 'К к'  | К к     | ка (ka)                    |
| 'Л л'  | Л л     | ел (el)                    |
| 'М м'  | М м     | ем (em)                    |
| 'Н н'  | Н н     | ен (en)                    |
| 'О о'  | О о     | о (o)                      |
| 'П п'  | П п     | пе (pe)                    |
| 'Р р'  | Р р     | ер (er)                    |
| 'С с'  | С с     | ес (es)                    |
| 'Т т'  | Т т     | те (te)                    |
| 'У у'  | У у     | у (u)                      |
| 'Ф ф'  | Ф ф     | еф (ef)                    |
| 'Х х'  | Х х     | ха (ja)                    |
| 'Ц ц'  | Ц ц     | це (tse)                   |
| 'Ч ч'  | Ч ч     | че (cha)                   |
| 'Ш ш'  | Ш ш     | ша (sha)                   |
| 'Щ щ'  | Щ щ     | ща (shcha)                 |
| 'Ю ю'  | Ю ю     | ю (yu)                     |
| 'Я я'  | Я я     | я (ya)                     |

### Transcripción
| Normal | Cursiva | Transcripción    |
| 'А а' | А а     | a                |
| 'Б б' | Б б     | b                |
| 'В в' | В в     | v                |
| 'Г г' | Г г     | h                |
| 'Ґ ґ' | Ґ ґ     | g, gu            |
| 'Д д' | Д д     | d                |
| 'Е е' | Е е     | e                |
| 'Є є' | Є є     | ie, ye           |
| 'Ж ж' | Ж ж     | y                |
| 'З з' | З з     | z                |
| 'И и' | И и     | i                |
| 'І і' | І і     | i                |
| 'Ї ї' | Ї ї     | i, yi            |
| 'Й й' | Й й     | i                |
| 'К к' | К к     | k                |
| 'Л л' | Л л     | l                |
| 'М м' | М м     | m                |
| 'Н н' | Н н     | n                |
| 'О о' | О о     | o                |
| 'П п' | П п     | p                |
| 'Р р' | Р р     | r                |
| 'С с' | С с     | s                |
| 'Т т' | Т т     | t                |
| 'У у' | У у     | u                |
| 'Ф ф' | Ф ф     | f                |
| 'Х х' | Х х     | j                |
| 'Ц ц' | Ц ц     | ts               |
| 'Ч ч' | Ч ч     | ch               |
| 'Ш ш' | Ш ш     | sh               |
| 'Щ щ' | Щ щ     | shch             |
| Ь ь | Ь ь     | No se transcribe |
| 'Ю ю' | Ю ю     | iu, yu           |
| 'Я я' | Я я     | ia, ya           |
| 1. 2. 3. 4. - Bezos, Javier (4 de julio de 2023). «Transcripción básica del ucraniano». Fundación del Español Urgente. |         |                  |

| Ucraniano | Transcripción | Ucraniano   | Transcripción |
| Одеса     | Odesa         | Маріуполь   | Mariúpol      |
| Дніпро    | Dnipró        | Вінниця     | Vínitsia      |
| Донецьк   | Donetsk       | Макіївка    | Makíyivka     |
| Запоріжжя | Zaporiyia     | Полтава     | Poltava       |
| Миколаїв  | Mikoláyiv     | Херсон      | Jersón        |
| Чернігів  | Cherníhiv     | Сімферополь | Simferópol    |
| Ірпíнь    | Irpín         | Суми        | Sumi          |
| Довжанськ | Dovyansk      | Житомир     | Yitómir       |

### Gramática
Los sustantivos varían de caso (nominativo, vocativo, acusativo, genitivo, dativo, instrumental, locativo), de género (masculino, femenino y neutro) y de número (singular y plural). 
Los adjetivos concuerdan con los sustantivos en caso, género y número.
Los verbos varían de tiempo (pasado, presente y futuro), voz (activa y medio pasiva), personas (primera, segunda y tercera), número (singular y plural) y aspecto (imperfectivo y perfectivo). La noción de aspecto es fundamental. Para marcarla se emplean prefijos preposicionales y, ocasionalmente, cambios de raíz. El tiempo pasado concuerda con su tema en número y género, habiéndose desarrollado a partir del participio perfecto.

### Fonología
El idioma ucraniano tiene seis vocales: i, u, ɪ, ɛ, ɔ, a.
Algunas de las consonantes vienen en tres formas: dura, blanda y larga, por ejemplo: «l, lʲ y lː» o «n, nʲ, y nː».
La letra «г» representa la fricativa glótica expresada «ɦ», a menudo traducida en latín como «h», es el equivalente expresado de inglés «h». El alfabeto ucraniano tiene la letra adicional «ґ» para «ɡ», que aparece en unas pocas palabras nativas como «ґринджоли, gryndžoly» (trineo) y «ґудзик, gudzyk» (botón). Sin embargo, «ɡ» aparece casi exclusivamente en palabras de préstamo y generalmente está escrito simplemente «г». Por ejemplo, los préstamos del inglés en carteles públicos usualmente usan «г» tanto para la «g» inglesa como para la «h».

### Dialectos

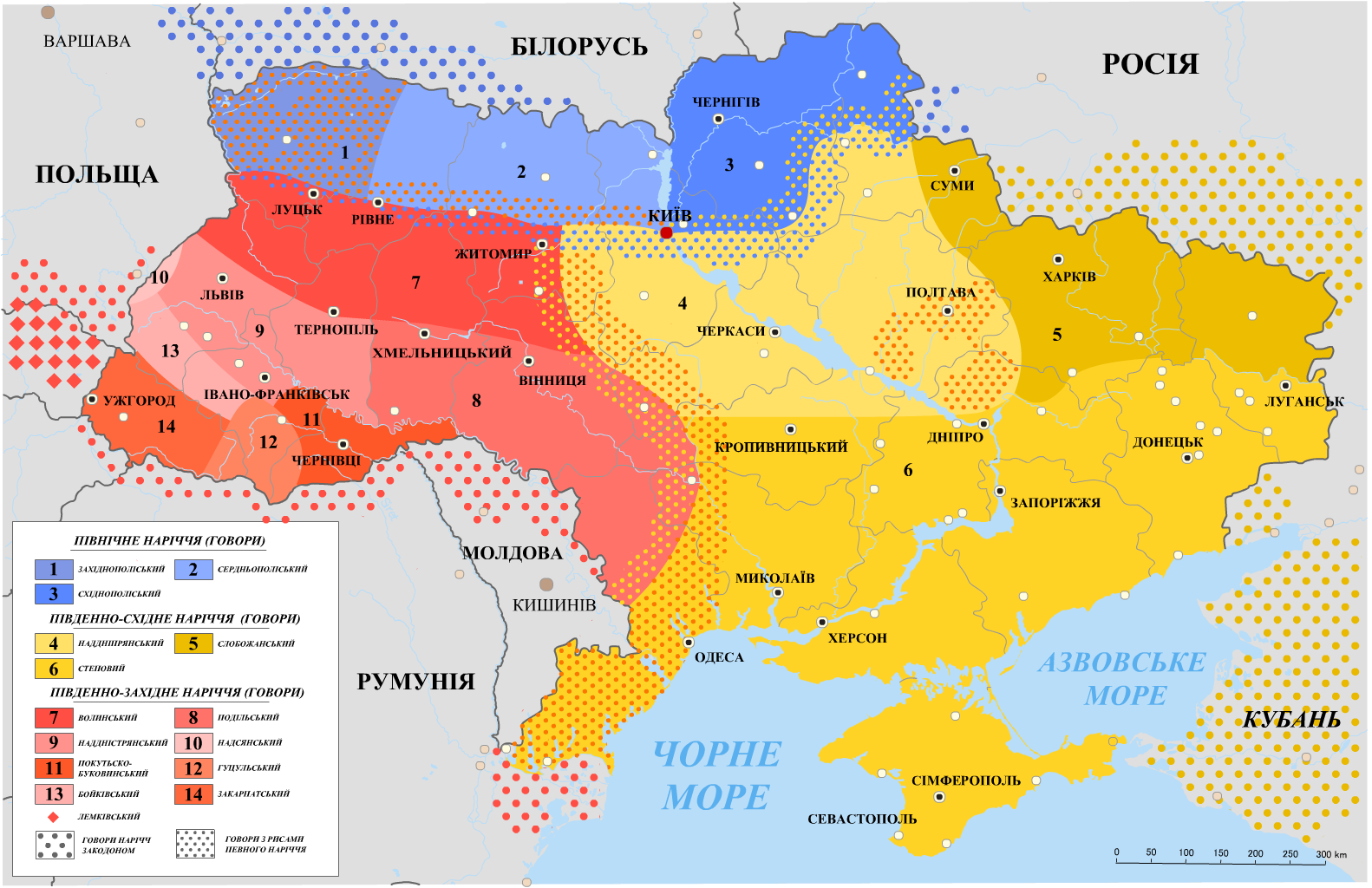
Mapa de los grupos de dialectos y subdialectos del ucraniano. (2005)
Grupo Septentrional
Grupo Sudoriental
Grupo Sudoccidental

El idioma ucraniano está distribuido en tres grupos principales debido a influencias históricas y geográficas: el grupo septentrional, el sudoriental y el sudoccidental.
- Grupo septentrional
  - Polesio
    - Polesio occidental: se habla en Chernígov (excluyendo los distritos del sudeste), en la parte norte de la óblast de Sumy, y en la parte sureste de la óblast de Kiev, así como en las áreas adyacentes de Rusia, que incluyen la parte suroeste de la óblast de Briansk (el área alrededor de Starodub), así como en algunos lugares de Kursk, Vorónezh y Bélgorod.[24] No se puede definir un borde lingüístico. El vocabulario se acerca al ruso a medida que el idioma se acerca a la Federación Rusa. Los conjuntos de gramática ucraniana y rusa pueden aplicarse a este dialecto.[25]
    - Polesio central: Se habla en la parte noroeste de la óblast de Kiev, en la parte norte de Óblast de Zhitómir y en la parte noreste de la óblast de Rivne.[26]
    - Polesio oriental: se habla en la parte norte de la óblast de Volinia, la parte noroeste de la óblast de Rivne , y en los distritos adyacentes de la provincia de Brest en Bielorrusia. El dialecto hablado en Bielorrusia utiliza la gramática bielorrusa y por lo tanto, algunos lo consideran un dialecto del bielorruso.[27]
- Grupo sudoriental
  - Dnipriano: Es la base del estándar literario ucraniano. Se habla en la parte central de Ucrania, principalmente en la parte sur y este de la óblast de Kiev. Además, los dialectos hablados en las óblast de Cherkasy, Poltava y Kiev se consideran cercanos al ucraniano «estándar».
  - Slobozhano: se habla en las óblast de Járkov, Sumy, Lugansk y la parte norte de Donetsk, así como en las regiones de Vorónezh y Bélgorod de Rusia.[28] Este dialecto se forma a partir de una mezcla gradual de ruso y ucraniano, con progresivamente más ruso en las partes norte y este de la región. Por lo tanto, no hay una frontera lingüística entre el ruso y el ucraniano, y por lo tanto, se pueden aplicar ambos conjuntos de gramática.[29]
  - Stepano: El dialecto se habla en el sur y sureste de Ucrania. Este dialecto fue originalmente el idioma principal de los cosacos de Zaporozhia.[30]
  - Kubano: Es hablado por los cosacos de Kubán en la región de Kubán en Rusia por los descendientes de los cosacos de Zaporozhia, que se establecieron en esa área a fines del siglo XVIII. Se formó a partir de una mezcla gradual de ruso con ucraniano. Este dialecto presenta el uso de un poco de vocabulario ruso junto con algo de gramática rusa.[31] Hay tres variantes principales, que se han agrupado según la ubicación.
- Grupo sudoccidental
  - Volinio: Se habla en Rivne y Volinia, así como en partes de Zhitómir y Ternópol. También se utiliza en Chełm en Polonia.
  - Lemko: es hablado por el pueblo Lemko, cuya tierra natal se encuentra fuera de las fronteras de Ucrania en la región de Prešov de Eslovaquia a lo largo del lado sur de los Montes Cárpatos, y en el sureste de la Polonia moderna, a lo largo del lado norte de los Cárpatos.
  - Boiko: es hablado por los Boikos en el lado norte de las montañas de los Cárpatos en las Óblast de Leópolis e Ivano-Frankivsk. También se puede escuchar a través de la frontera en el voivodato subcarpático de Polonia.
  - Transcarpático
    - Dolinio: Hablado en la óblast de Zakarpattya.

  - Hutsúl: es hablado por el pueblo Hutsul en las laderas del norte de las montañas de los Cárpatos, en las partes extremas del sur de la óblast de Ivano-Frankivsk, y en partes de las óblast de Chernivtsí y Zakarpattya.
  - Bucovino (pocutio o pocutio-bucovino): Se habla en la óblast de Chernivtsí de Ucrania. Este dialecto tiene un vocabulario distinto prestado del rumano.
  - Podolio: se habla en las partes del sur de los óblasts de Vínnytsa y Jmelnitskyi, en la parte del norte de la óblast de Odesa, y en los raiones adyacentes de las óblast de Cherkasy, Kirovogrado y Nicolaiev.[32]

## Uso del idioma

### Hablantes

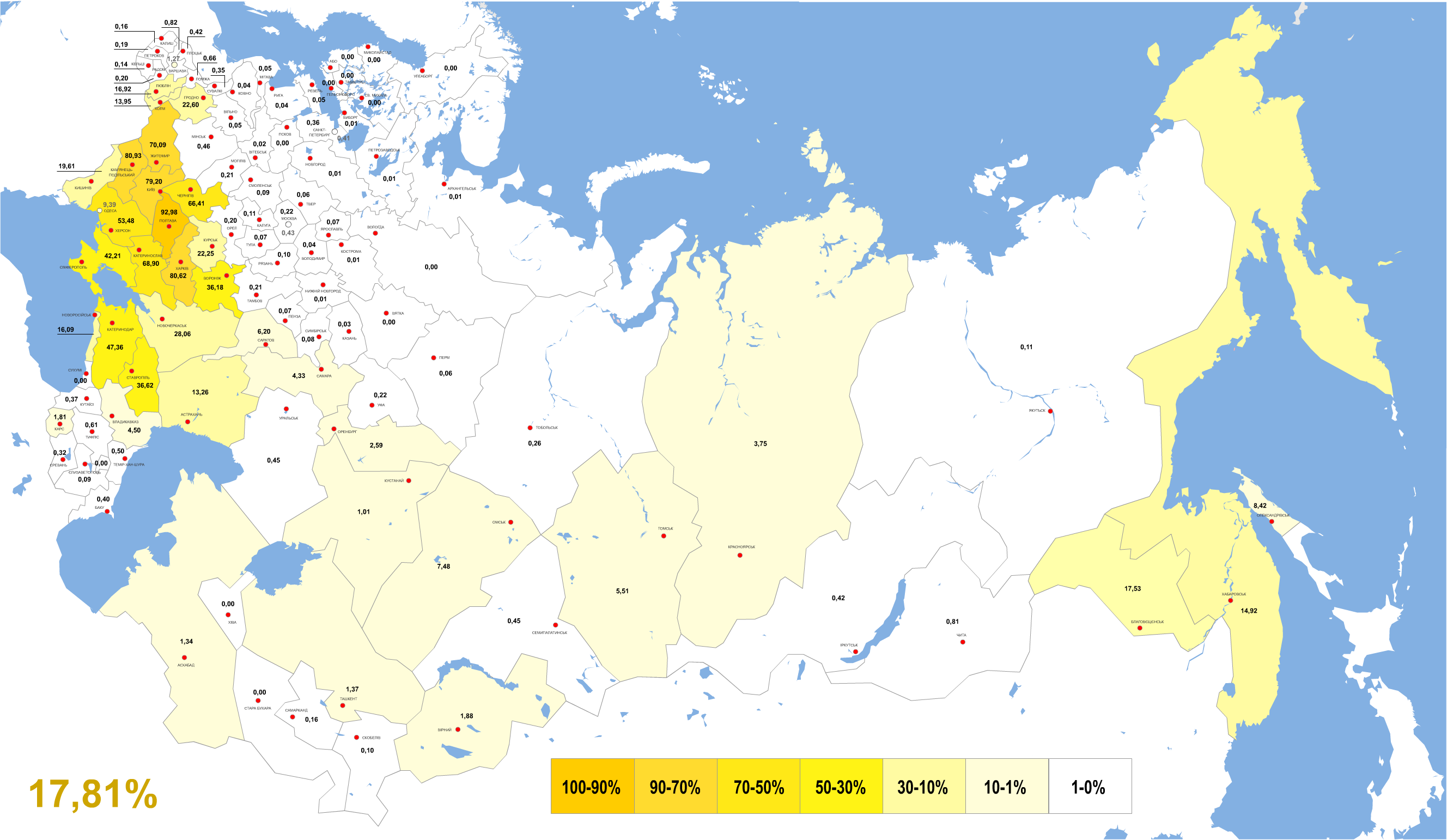
Imperio ruso en 1897.
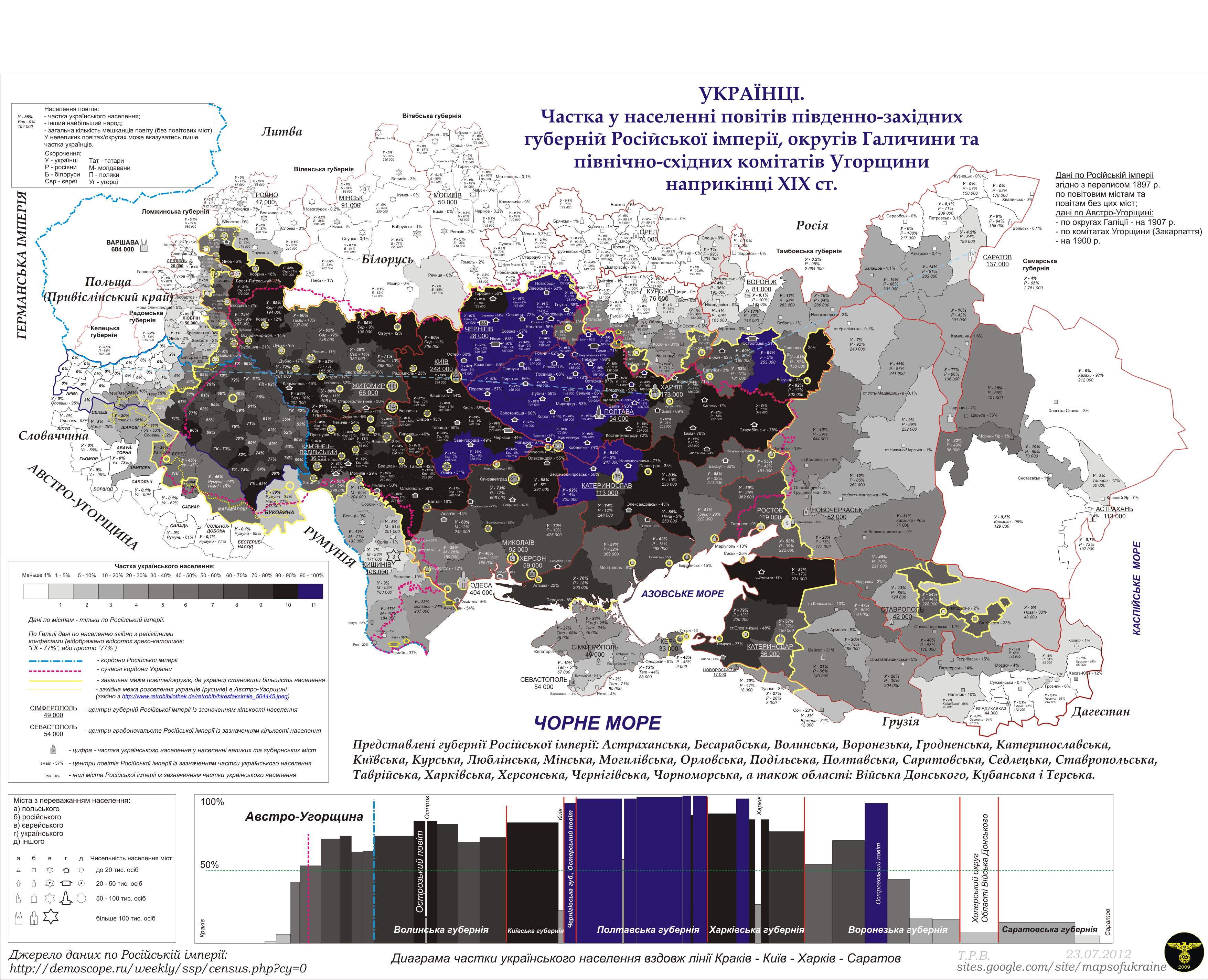
Ucrania en 1897, parte de la población % : У — Ucranianos, Р — rusos, Б — bielorrusos, Євр — judíos, Тат — Tara Crimea, М — moldavos, П — polacos, Уг — húngaros.
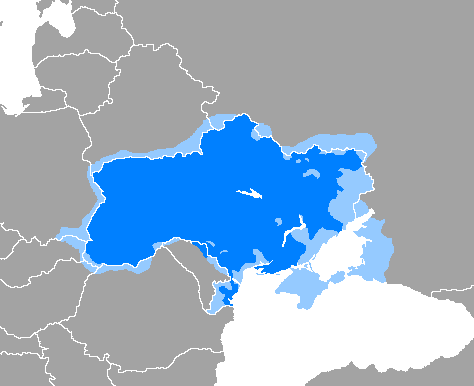
Ucrania actual.

Presencia actual

Porcentaje de habitantes por óblast que reconoce el ucraniano como su lengua materna.
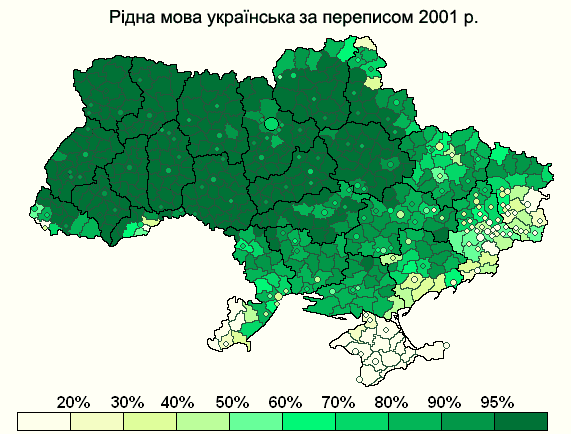
Porcentaje de habitantes de zonas urbanas que reconocen el ucraniano como su lengua materna.
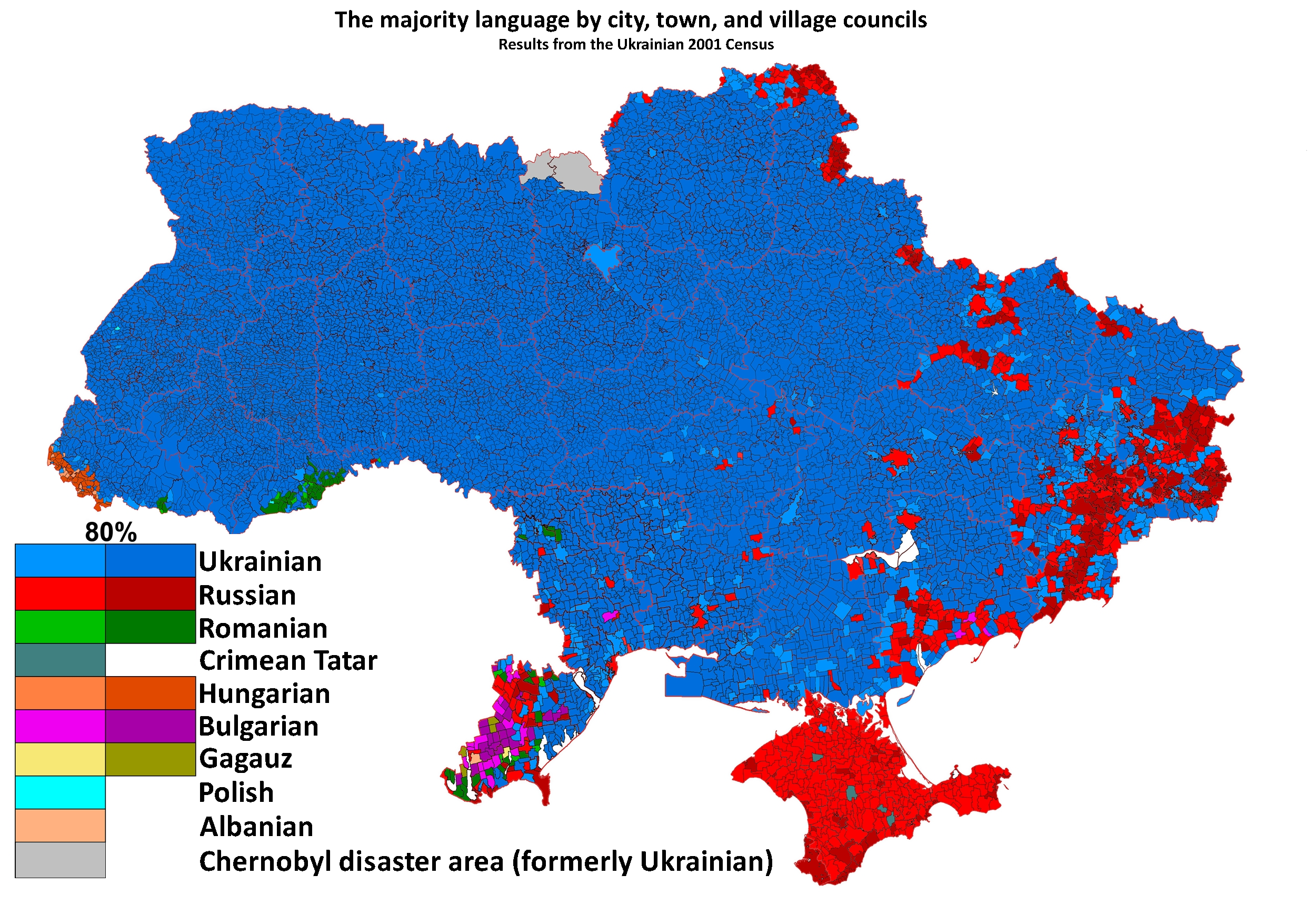
Lengua materna más común en zonas rurales.

### Literatura
La literatura ucraniana, que fue precedida por la literatura eslava del este antiguo, puede subdividirse en tres etapas: el ucraniano antiguo (siglos XII al XIV), el ucraniano medio (siglos XIV al XVIII) y el ucraniano moderno (finales del siglo XVIII al siglo XX y presente). Gran parte de la literatura se escribió en los periodos del idioma ucraniano antiguo y medio, incluidos actos jurídicos, artículos polémicos, tratados de ciencia y ficción de todo tipo.
Las figuras literarias influyentes en el desarrollo de la literatura ucraniana moderna incluyen a Gregorii Skovorodá, Iván Kotlyarevsky, Nikolái Kostomárov, Myjailo Kotsiubynsky, Tarás Shevchenko, Iván Frankó y Lesya Ukrainka. La obra literaria más antigua en el idioma ucraniano moderno se registró en 1798 cuando Iván Kotlyarevsky, un dramaturgo de Poltava, en el sureste de Ucrania, publicó su poema épico, Eneyida, un burlesco en ucraniano, basado en la Eneida de Virgilio. Su libro fue publicado en ucraniano vernáculo de una manera satírica para evitar ser censurado, y es el primer libro publicado en ucraniano conocido en sobrevivir pese a las políticas imperial y, más tarde, soviética de censura sobre el idioma ucraniano.
El trabajo de Kotlyarevsky y el de otro de los primeros escritores que utilizaron el idioma vernáculo ucraniano, Petró Artemovsky, usó el dialecto del sudeste hablado en las regiones de Poltava, Járkov y Kiev del sur del Imperio ruso. Este dialecto serviría como la base del lenguaje literario ucraniano cuando fue desarrollado por Tarás Shevchenko y Panteleimón Kulish a mediados del siglo XIX. Con el fin de elevar su estado de dialecto a lengua, se le agregaron varios elementos del folclore y los estilos tradicionales.
El lenguaje literario ucraniano se desarrolló aún más cuando el estado ruso prohibió el uso del idioma ucraniano, lo que llevó a muchos de sus escritores a trasladarse a la región occidental ucraniana de Galitzia, que estaba bajo control del gobierno liberal austriaco; Después de la década de 1860, la mayoría de las obras literarias ucranianas se publicaron en la Galitzia austríaca. Durante este período, las influencias galitzianas se adoptaron en el lenguaje literario ucraniano, particularmente con respecto al vocabulario que involucra derecho, gobierno, tecnología, ciencia y administración.

### Uso reciente
El idioma ucraniano está emergiendo de un largo período de declive debido a la represión y a la censura que ha tenido durante los últimos tres siglos. Aunque hay casi cincuenta millones de ucranianos en todo el mundo, incluyendo 37,5 millones en Ucrania (el 77,8 % de la población total), en ciudades más grandes al este del país se usa más el ruso. En Kiev se habla tanto ruso como ucraniano, un cambio notable desde el pasado reciente cuando la ciudad era principalmente rusoparlante. El cambio ha sido causado principalmente por la influencia de la población rural y las migraciones desde las regiones occidentales de Ucrania, pero también por una pequeña parte de la población nativa de Kiev que recurren al idioma que hablan en casa y en la vida cotidiana. En el norte, centro y sur de Ucrania, el ruso es la lengua mayoritaria de la población urbana, mientras que el ucraniano es mucho más común en las zonas rurales. Según el censo de Ucrania de 2001, el 87,8 % de las personas que viven en Ucrania se comunican en ucraniano.
Se espera un aumento del uso del idioma ucraniano en Ucrania, mientras la población rural (aún mayormente ucranófona) migre hacia las ciudades y que esto cause un uso más amplio en la región central de Ucrania. La literatura ucraniana se está desarrollando rápidamente, superando las consecuencias de un largo periodo de obstaculización a su desarrollo por supresión directa, véase el Ucase de Ems o simplemente por la carencia de políticas de incentivo por parte del Estado.
Según The Ethnologue, en 2016, de los 42 500 000 habitantes de Ucrania el idioma ucraniano era hablado por 30 800 000 personas, es decir, el 72,5 % de la población.

### Internet
Según el motor de búsqueda Yandex, en otoño de 2010, la mayor proporción de consultas en ucraniano en este sistema se producía en el Óblast de Ternópol, con un 33 %, y la menor, en Crimea, con un 3,7 %. Sin embargo, las consultas redactadas de forma similar en ucraniano y ruso también se consideraron en ruso.
Según w3techs.com, el 5 de abril de 2021 el ucraniano ocupaba el puesto 16 en el ranking mundial de uso de Internet y su popularidad crecía rápidamente.
Tras el inicio de la invasión a gran escala de Ucrania por parte de Rusia, el uso de la lengua ucraniana en las redes sociales ha aumentado considerablemente.
A 14 de diciembre de 2023, el sitio web de la plataforma «Маніфест» contiene más de 11.000 canales de YouTube en ucraniano.

### Cultura popular

#### Música
El ucraniano se ha hecho popular en otros países a través de películas y canciones en idioma ucraniano. Las bandas de rock ucranianas más populares, como Okean Elzy, Vopli Vidopliassova, BoomBox y otras, se presentan regularmente en giras por Europa, Israel, América del Norte y especialmente Rusia. En países con poblaciones ucranianas significativas, las bandas que cantan en el idioma ucraniano a veces alcanzan los primeros lugares en las listas, como Enej de Polonia. Otras bandas notables de idioma ucraniano son The Ukrainians del Reino Unido, Klooch de Canadá, Ukrainian Village Band de Estados Unidos y Kuban Cossack Choir de la óblast de Kubán en Rusia.

#### Cine
Algunas de las películas más relevantes del cine ucraniano son las siguientes:
| Nombre                | Nombre en ucraniano    | Año  | Detalles         |
| Rojo                  | Червоний               | 2017 | enlace externo   |
| Ivan Syla             | Iван Сила              | 2013 | enlace externo   |
| Sombras no olvidadas  | Тiнi незабутих предкiв | 2013 | 'enlace externo' |
| Caso simple           | Звичайна справа        | 2012 | 'enlace externo' |
| Los corceles de fuego | Тіні забутих предків   | 1965 | enlace externo   |
| Lombarda              | Ломбард                | 2013 | enlace externo   |
| Delirium              | Деліріум               | 2013 | enlace externo   |
| Fuchzhou              | Фучжоу                 | 1993 | enlace externo   |

Diáspora 

Países donde el ucraniano tiene una presencia importante.

El ucraniano también es hablado por una gran población migrante, particularmente en Canadá, Estados Unidos, Argentina, Brasil, Paraguay y estados postsoviéticos, como Rusia o Kazajistán. El idioma hablado por la mayoría de ellos es el dialecto galaico de Ucrania de la primera mitad del siglo XX. Comparado con el ucraniano moderno, el vocabulario de los ucranianos fuera de Ucrania refleja menos influencia del ruso, pero a menudo contiene muchos préstamos del idioma local.
Los países con más ucraniano-hablantes son:
- Rusia: 1 129 838 (2010)[42]
- Argentina: 1 000 000 (1991)
- Canadá: 200 525 (2001)[43]

El ucraniano es uno de los idiomas oficiales de Transnistria y de la República Autónoma de Crimea.